# Noma Bar

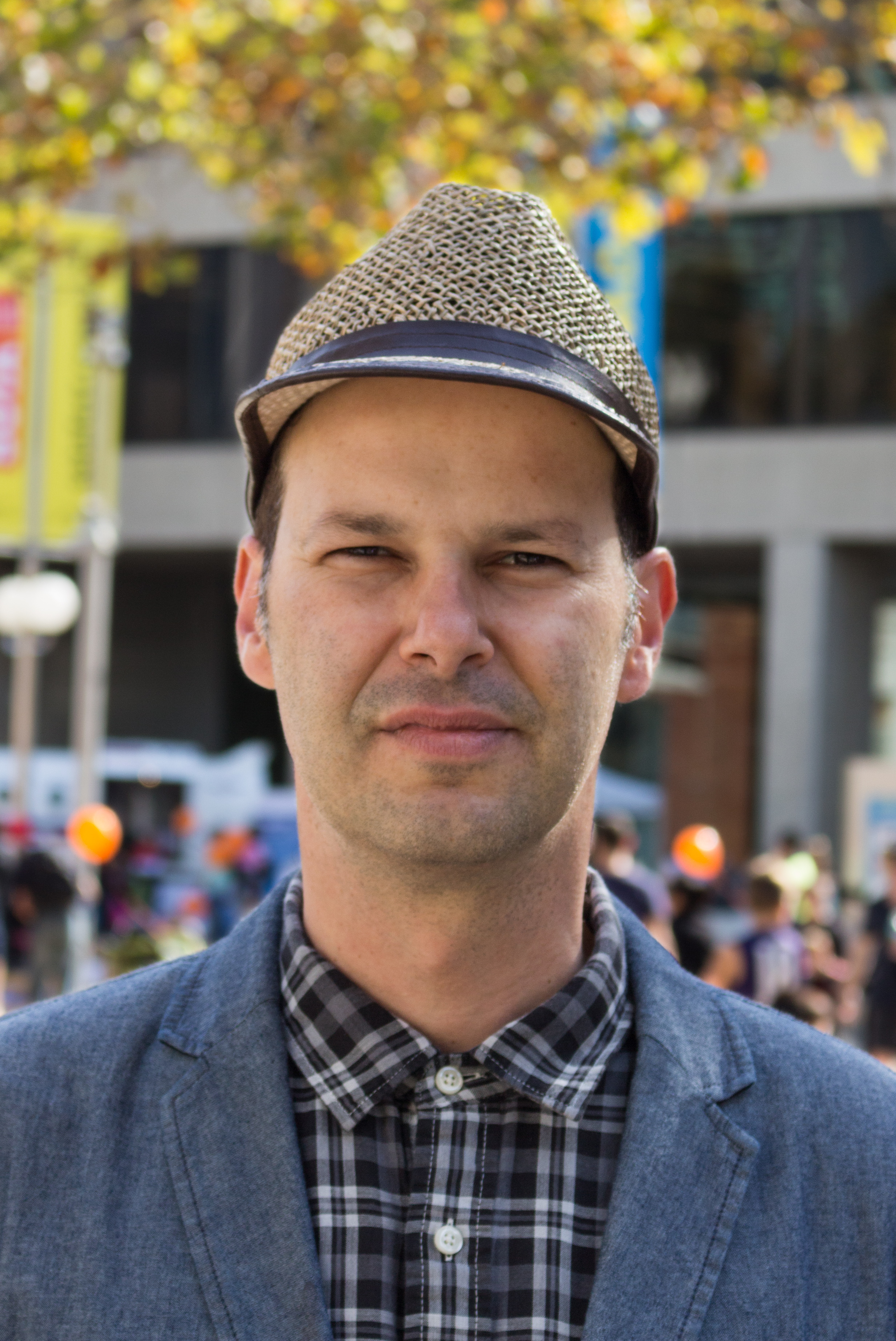
Noma Bar (2015)

Avinoam Noma Bar (* 1973 in Israel) ist ein israelischer Grafikdesigner, Illustrator und Künstler.

## Arbeiten
Seine Arbeiten erscheinen in Zeitungen, Zeitschriften, Buchumschlägen, Werbekampagnen und eigenen Büchern.
Noma Bar hat mehr als 500 Arbeiten veröffentlicht, die unter anderem in The Guardian, The New York Times, The Observer und The Economist veröffentlicht wurden.
Seine Grafiken finden sich auf Bucheinbänden für Don DeLillo und Haruki Murakami, erschienen in Werbekampagnen für Google, Sony und Nike und wurden auf vielen Magazinumschlägen verwendet.
Er hat drei Bücher seiner Arbeit veröffentlicht.

## Publikationen
- Guess Who?: The Many Faces of Noma Bar. Brooklyn, New York: Mark Batty 2008, ISBN 978-0-9779850-7-4.
- Negative Space. Brooklyn, New York: Mark Batty 2009, ISBN 978-0-9817805-5-9.
- Bittersweet. London: Thames & Hudson 2017, ISBN 978-0-500-09400-6.

## Ausstellungen
- Bitter/Sweet, KK Outlet, London, 2010. Bar "transformed flat illustrations into a variety of objects that include 3D wood cuts, installation pieces, screenprints and light boxes."[1]
- Cut It Out, Outline Editions gallery, part of London Design Festival, London, 2011.[2][3][4]
- Cut the Conflict, Rook & Raven Gallery, London, 2013.[5][6]
- Look Out, Noma Bar, L'Imprimerie gallery, Paris, 2014. Artwork and sculpture.[7]

## Auszeichnungen
- 2010: Wood Pencil, D&AD Professional Awards, Illustration: Book Design category for Negative Space.[8]
- 2011: Nominated for graphics category of the Design Museum's Designs of the Year 2012, for his Cut It Out exhibition.[9][10]
- 2012: Yellow Pencil, D&AD Professional Awards, Book Design: Book Front Covers category for his Don DeLillo book covers.[11]